# テアトロ
『テアトロ』は、カモミール社が発行する演劇雑誌である。テアトロ演劇賞、テアトロ新人戯曲賞を主催している。編集委員には劇作家の小松幹生らがいる。
1934年に秋田雨雀により創刊。2018年現在、毎月13日発売、定価1260円。
フランス語「theatreux」は演劇俳優を意味する。